# Xã Prior, Quận Big Stone, Minnesota
Xã Prior (tiếng Anh: Prior Township) là một xã thuộc quận Big Stone, tiểu bang Minnesota, Hoa Kỳ. Năm 2010, dân số của xã này là 247 người.